# Apyretina quinquenotata
Apyretina quinquenotata là một loài nhện trong họ Thomisidae.
Loài này thuộc chi Apyretina. Apyretina quinquenotata được Eugène Simon miêu tả năm 1903.